# いが坊

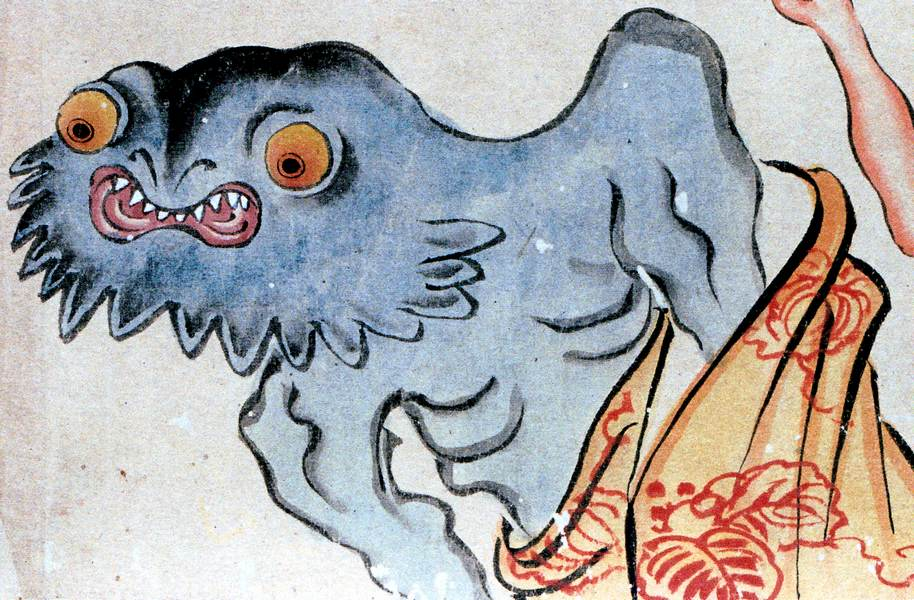
熊本県八代市の松井文庫所蔵『百鬼夜行絵巻』より「いが坊」

いが坊（いがぼう）は、日本の妖怪絵巻に描かれている妖怪。

## 概要
顎の部分に数多くの突起物の生えた顔をしており、衣服を肩脱ぎした上半身の姿で描かれている。熊本県八代市の松井文庫所蔵品である妖怪絵巻『百鬼夜行絵巻』に描かれている。おなじく江戸時代に描かれた絵巻物『百物語化絵絵巻』（1780年）ではうわ口（うわくち）という名前で同じ姿の妖怪が描かれている。
どのようなことをする妖怪であるのかは絵巻物にも示されていないため詳細は不明である。